# Richard Volckamer von Kirchensittenbach
Richard Eusebius Friedrich Jobst Volckamer von Kirchensittenbach (* 2. August 1857 in Passau; † 27. September 1892 in Balinga) war deutscher Kolonialoffizier und Stationschef von Edéa während der deutschen Kolonialzeit, an dessen Aufbau er maßgeblich beteiligt war. Auch war er Mitgründer und Stationschef von Balinga. Über seinen Tod wurde im Reichstag kontrovers diskutiert.

## Leben

### Herkunft
Von Kirchensittenbach stammte von einer alten Nürnberger Patrizierfamilie der Volckamer von Kirchensittenbach. Er war ein Sohn des Obersts Johann Volckamer von Kirchensittenbach (1827–1888) und dessen Ehefrau Henriette (geb. Rust) (1826–1904). Einer seiner Brüder war der Schriftsteller, Sammler und Fotograf Guido Volckamer von Kirchensittenbach (1860–1940) und seine Schwester war Clara.

### Karriere
Volckamer von Kirchensittenbach wurde die ersten Jahre seines Lebens im elterlichen Hause erzogen. In den Jahren 1870 bis 1876 diente er im königlich-bayerischen Kadettenkorps in München und trat am 5. August 1876 als Portepeefähnrich in das Königlich Bayerische Infanterie-Leib-Regiment ein. Am 1. Dezember 1878 wurde er zum Sekondeleutnant ernannt. Vor seinem Eintritt in den Kolonialdienst unternahm er zahlreiche Reisen durch Europa; 1880 in die Schweiz, im September und Oktober 1881 nach Italien und im Mai und Juni 1883 in Begleitung des Prinzen Arnulf von Bayern nach Russland, wo er die Krönung des Kaisers Alexander III. miterlebte. Von Mai bis Juni 1888 folgten weitere Reisen nach Ungarn und das osmanische Reich (Türkei und Griechenland). Im September bis Oktober desselben Jahres absolvierte er einen sechswöchigen Übungskurs beim 1. Pionier-Bataillon seines Regiments. Am 9. Dezember 1888 wurde er zum Oberleutnant (Premierleutnant) ernannt.
1889 unternahm Volckamer von Kirchensittenbach wieder zahlreiche Reisen durch Europa; in das Reichsgebiet Elsaß-Lothringen, nach England, nach Belgien und in die Niederlande. Um sich für den kommenden Kolonialdienst vorzubereiten, bildete er sich Anfang 1890 zur Vorbereitung bei einem Geometer in Prien am Chiemsee weiter und belegte zahlreiche Übungen in Vermessungsarbeiten, Topographie und Kartographie. Auch wirkte er an der Schießschule im Lager Lechfeld und anschließend beim Reiterkurs beim 1. Schwerem-Reiter-Regiment. Vom 23. August bis zum 30. Oktober desselben Jahres diente er als Kompanieführer einer Ersatzreservekompanie in seinem ursprünglichen Regiment, verließ aber schon baldig diese Position um von November 1890 bis Februar 1891 bei der Seewarte in Hamburg zu arbeiten. Am 26. Februar 1891 wurde er zum Chef einer Landwehrkompanie in seinem Regiment ernannt, hielt diese Position aber nur bis zum 7. März desselben Jahres.
Am 31. Juli 1891 wurde er zur Dienstleistung beim Auswärtigen Amt in Berlin entsandt. Später im selben Jahr wurde er als Begleiter der Expedition von Karl von Gravenreuth nach Kamerun entsandt und nahm an dessen Feldzügen gegen die Abo und Kpe teil. Ab dem 29. November 1891 diente er bis zum 17. Februar 1892 als Stationschef der kamerunischen Stadt Edea, an dessen Aufbau er maßgeblich beteiligt war. Im Februar 1892 fertigte er Routenaufnahmen für die Strecke Mangame-Jumbini an und war vom 8. Mai bis zum 27. September 1892 Mitgründer sowie alleiniger Leiter der Station Balinga. Volckamer von Kirchensittenbach bemängelte stark die Rekrutierungsprobleme zur Verstärkung der Expedition durch den Tschad-See.
Da Volckamer von Kirchensittenbach durch die lokale Zentralverwaltung nicht ausreichend unterstützt wurde, wurde er im September 1892 mit dem Versprechen auf ein kostenloses Pferd von dem Bati-Tsinga-Headman zu einem gemeinsamen Kriegszug gegen das benachbarte Barrongo überzeugt, wo er im Gefecht fiel. Sein Tod wurde im Reichstag kontrovers diskutiert, da unter anderem seine Todesumstände nicht genaustens geklärt werden konnten; einige der Abgeordneten waren der Meinung, dass er gefangen genommen und dann schließlich mit dem Zahlmeister Scadock massakriert wurde. Nach Forschungen konnte festgestellt werden, dass er und der Zahlmeister Scadock tatsächlich brutalst ermordet worden sind.
Der bayerische Offizier und Schriftsteller Friedrich von Furtenbach behandelte Volckamer von Kirchensittenbachs Tod in seinem Werk Die rats- und gerichtsfähigen Familien der vormaligen Freien Reichsstadt Nürnberg im bayerischen Offizierskorps seit 1866.

## Werke
- Vollständiges Stationstagebuch[6]